# جرمی سوربن
جرمی سوربن (انگلیسی: Jérémy Sorbon؛ زادهٔ ۵ اوت ۱۹۸۳) بازیکن فوتبال سابق اهل فرانسه است که در پست مدافع بازی می‌کرد.
از باشگاه‌هایی که در آن بازی کرده‌است می‌توان به باشگاه فوتبال گنگام و باشگاه فوتبال کان اشاره کرد.